# Jan I. Portugalský
Jan I. Portugalský (zvaný též Dobrý, Dobrotivý ,Veliký nebo Bastard , 11. dubna 1357 Lisabon – 14. srpna 1433 Lisabon) byl levobočný syn portugalského krále Petra I., zakladatel královské dynastie Avizů, velmistr Řádu avizských rytířů a desátý portugalský král. Jan I. byl v mužské linii v sedmé generaci potomek prvního portugalského krále Alfonse I.

## Levoboček králem Portugalska
Po smrti Ferdinanda I. roku 1383 nastala dynastická krize, neboť zesnulý král měl pouze jedinou dceru Beatrix a burgundská dynastie tak vymřela po meči. Princezna Beatrix byla zasnoubená mnohokrát, naposledy s králem Kastilie Janem I.
K rozhodující bitvě mezi Janem I. Kastilským a Janem I. Portugalským došlo 14. srpna 1385 u vesnice Aljubarroty. Portugalci společně s Angličany porazili kastilského krále Jana, podporovaného naopak králem francouzským, Karlem VI. Právě před rozhodující bitvou, probíhající v předvečer svátku Nanebevzetí Panny Marie ( patronky Portugalska), budoucí král Jan I., velmistr rytířského řádu z Avizu (Ordem Militar de Aviz), slíbil, že v případě vítězství postaví klášter zasvěcený Panně Marii. Necelé dva roky po vítězné bitvě byla skutečně zahájena stavba kostela Panny Marie Vítězné (Santa Maria da Vitória) a kláštera řádu dominikánů. Současně vzniklá osada dostala jméno Batalha („Bitva“) a dodnes svým jménem připomíná okolnosti vzniku kláštera a obce. Jan jako nový král Jan I. preferoval spojenectví s Anglií, což stvrdil svým sňatkem s Filipou, dcerou vévody z Lancasteru.

## Potomci
S Filipou z Lancasteru (1359–1415):
- Blanka (13. července 1388 – 6. března 1389)
- Afonso (30. července 1390 – 22. prosince 1400)
- Eduard I. (31. října 1391 – 9. září 1438), korunní princ, král portugalský od roku 1433 až do své smrti
⚭ 1428 Eleonora Aragonská (2. května 1402 – 19. února 1445), aragonská princezna

- Petr (9. prosince 1392 – 20. května 1449), vévoda z Coimbry, regent království, ⚭ 1428 Isabela z Urgellu (12. března 1409 – 17. září 1459)
- Jindřich Mořeplavec (4. března 1394 – 13. listopadu 1460), vévoda z Viseu
- Isabela (21. února 1397 – 17. prosince 1472),
⚭ 1430 Filip III. Dobrý (31. července 1396 – 15. června 1467); vévoda burgundský, brabandský a lucemburský, hrabě flanderský, burgundský, holandský, zeelandský a z Artois
- Jan (13. ledna 1400 – 18. října 1442), portugalský konstábl, pán z Reguengos de Monsaraz, Colares a Belas
⚭ 1424 Isabela z Braganzy (1402–1466)
- Ferdinando (29. září 1402 – 5. června 1443), svobodný a bezdětný

S Inês Peresovou (c. 1350–1400)
- Alfons z Braganzy (10. srpna 1377 – 15. prosince 1461), 1. vévoda z Braganzy
⚭ 1401 Beatriz Pereira de Alvim (1380–1415)
- Beatrix z Arundelu (1382–1439)